# Inno nazionale (Jake La Furia)
Inno nazionale è un singolo del rapper italiano Jake La Furia, pubblicato il 20 settembre 2013 come primo estratto dal primo album in studio Musica commerciale.

## Video musicale
Il videoclip è stato pubblicato il 26 settembre e reso disponibile per il download gratuito attraverso il sito ufficiale del rapper a causa dei forti contenuti espliciti contenuti in esso.
Infatti, le scene che vengono mostrate, oltre a quelle di Jake La Furia che rappa davanti a una grossa bandiera d'Italia impregnata di sangue, sono perlopiù contenuti sessuali e violenti.

## Tracce
1. Inno nazionale – 3:26